# Округ Блекфорд (Индијана)
Блекфорд (енгл. Blackford County) је округ у америчкој савезној држави Индијана.

## Демографија
По попису из 2010. године број становника је 12.766, што је 1.282 (-9,1%) становника мање 2000. године.
| Група             | 2000.          | 2010.          |
| Белци             | 13.773 (98,0%) | 12.403 (97,2%) |
| Афроамериканци    | 17 (0,1%)      | 49 (0,4%)      |
| Азијати           | 22 (0,2%)      | 19 (0,1%)      |
| Хиспаноамериканци | 83 (0,6%)      | 117 (0,9%)     |
| Укупно            | 14.048         | 12.766         |